# Dave Stallworth
Dave Stallworth (Dallas, Texas, 20 de dezembro de 1941 – 15 de março de 2017) foi um jogador de basquete norte-americano que foi campeão da Temporada da NBA de 1969-70 jogando pelo New York Knicks.